# 兵庫県立あわじ花さじき
兵庫県立公園あわじ花さじき（ひょうごけんりつこうえん あわじはなさじき）は兵庫県淡路市楠本に所在する公園である。2020年（令和2年）3月5日から、「あわじ花さじき」は「兵庫県立公園あわじ花さじき」と名称変更してリニューアルした。

## 概要

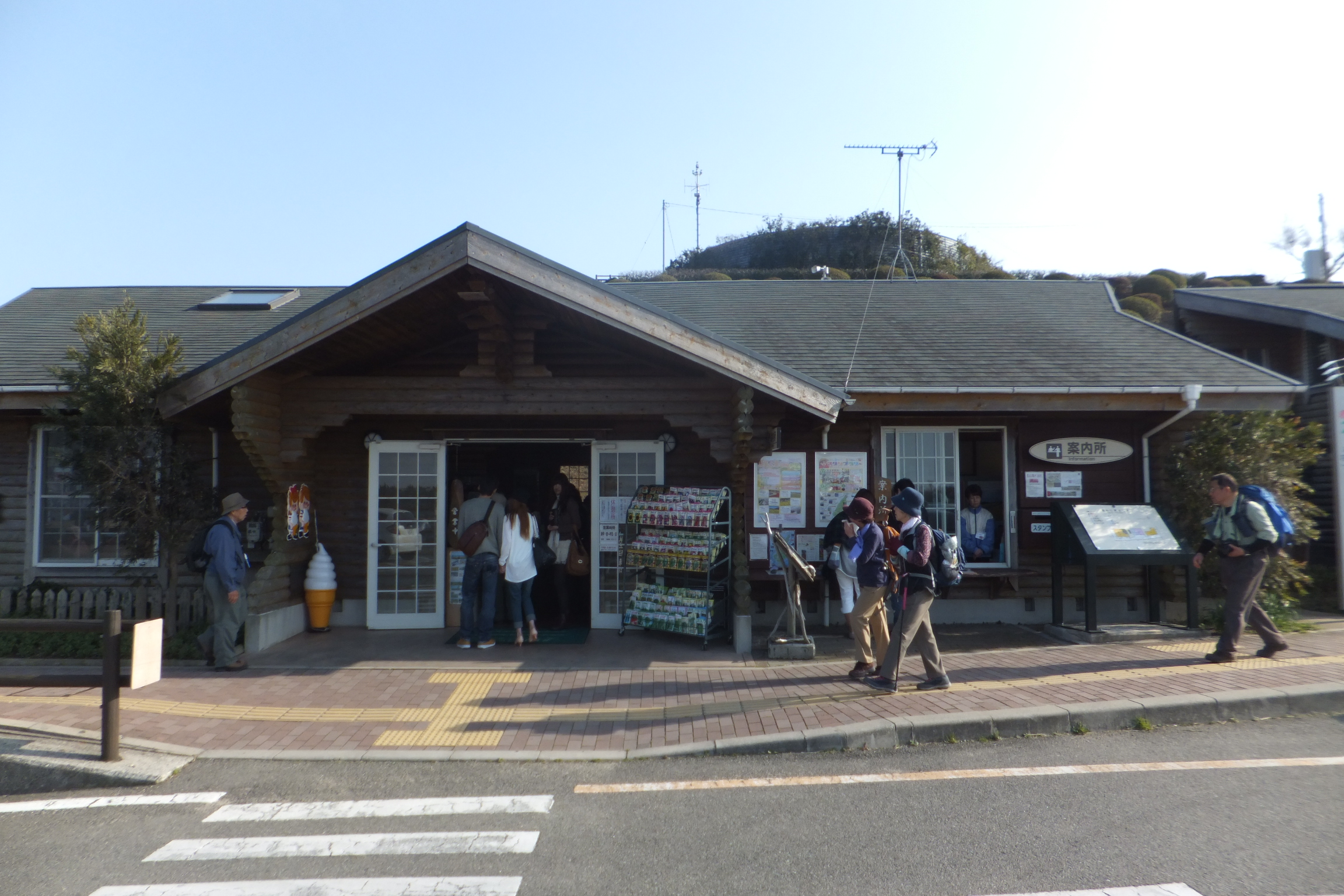
リニュアール前の直売所（2013年3月23日）

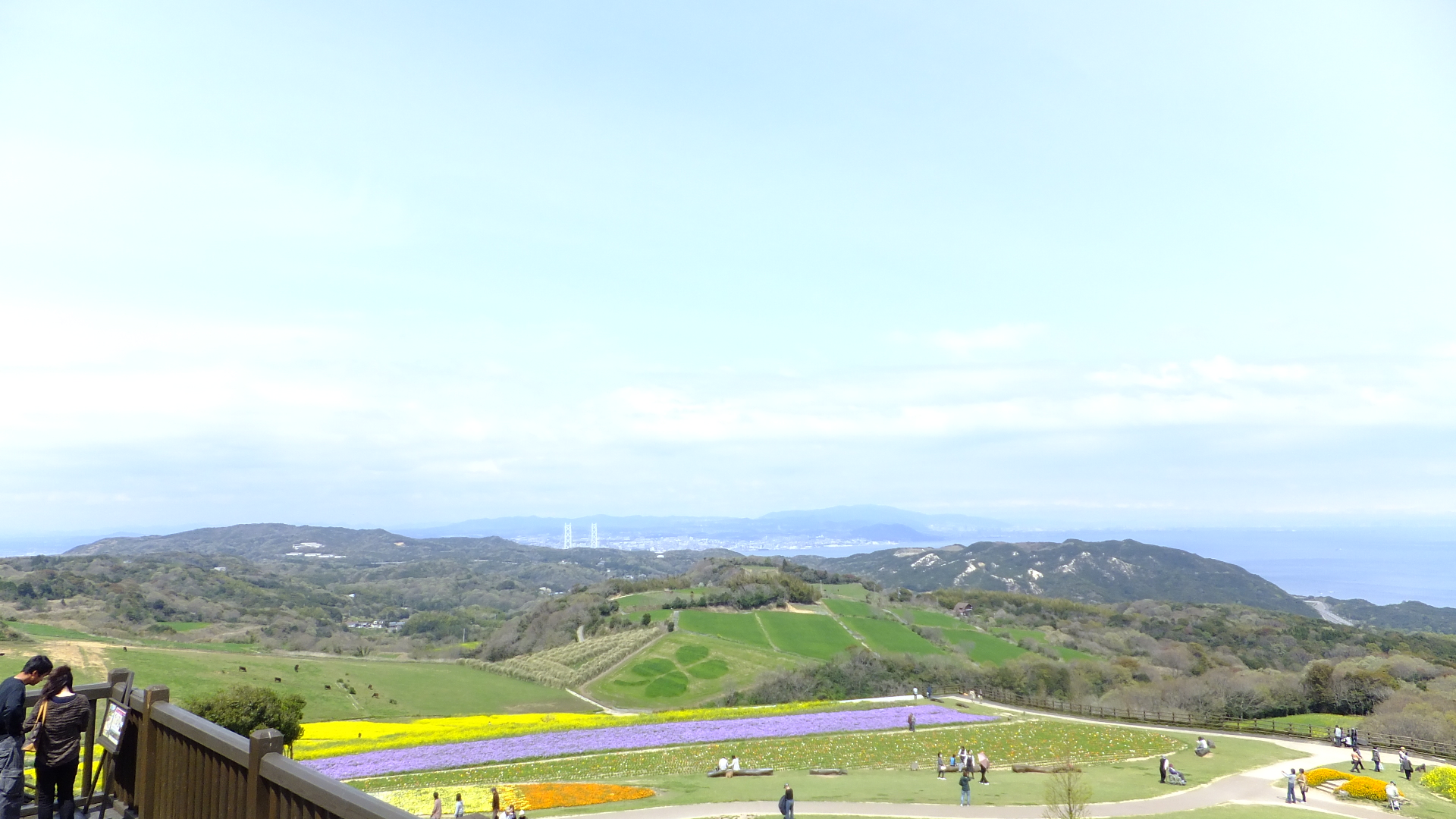
明石海峡大橋・神戸市沿岸部と当園の花々

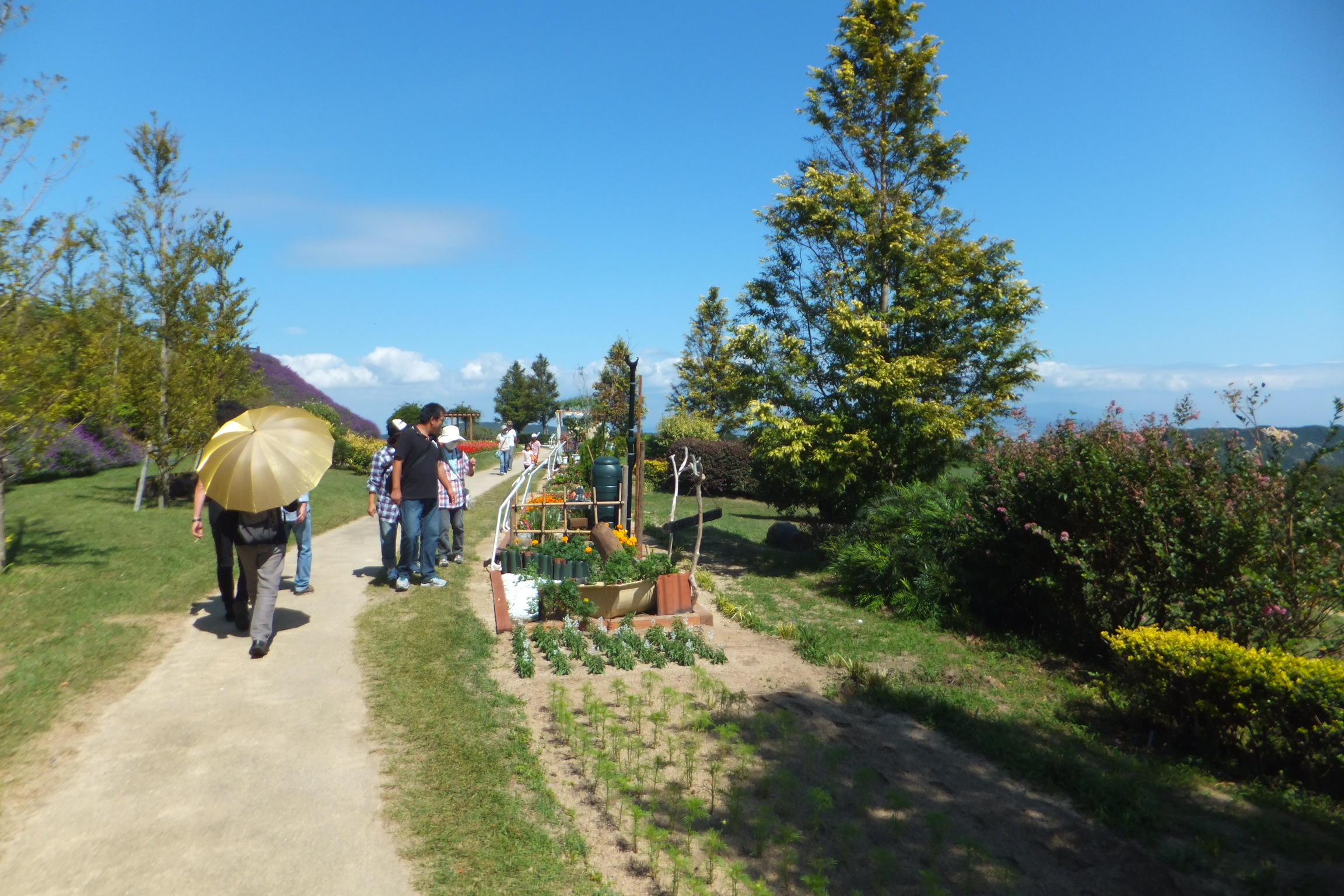
咲いている花々を見物する観光客

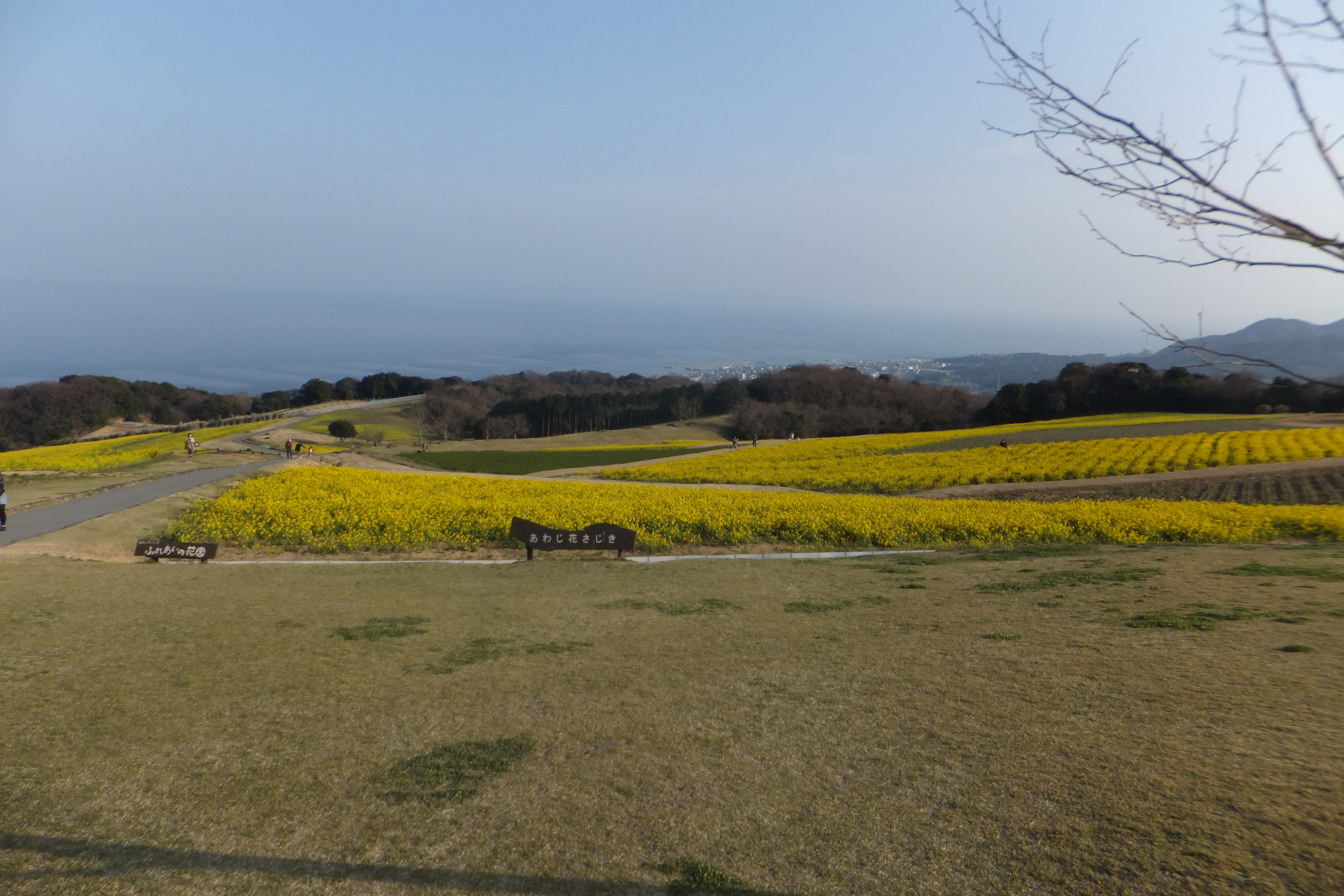
丘陵地域に咲いている菜の花々

- 兵庫県が設置した近畿地方屈指の花の公園であり、1998年4月4日に開園した。淡路島の北側の丘陵地域の頂上部の高原地帯の標高235mから298mにかけての甲子園球場の約4倍の広さを使って大阪湾の向いて咲いている花を見物する目的で開設されている[1][3][2][4]。

## 沿革
- 1998年（平成10年）4月4日 - 開園する[2][1]。
- 2015年（平成27年）3月 - 淡路花博2015 花みどりフェアが開催される[2]。
- 2020年（令和2年）3月20日 - リニューアルオープン[5]。

## 施設
- 便益施設(愛称：花さじきテラス館)  - リニューアルオープンにより新設された。地上二階建ての鉄筋コンクリート造の建屋である。建物延面積1151㎡、整備費495,553千円であった。1階は地域特産物等販売所・トイレ・公園事務所、2階はレストラン、屋上は展望スペースとなっている。なお、展望スペースは、別棟の展望デッキと空中回廊で結ばれている[6]。
- 展望デッキ - 幅は約30m・上層と下層に分かれた二段構造・地上から約10mの高さにある展望台で大阪湾が見える。消失前に老朽化に伴う改修計画があったが、2014年5月9日の19時55分に火災があり、当台の4割近くが焼損された。2020年3月のリニューアルオープンにより新設された空中回廊で便益施設につながっている。

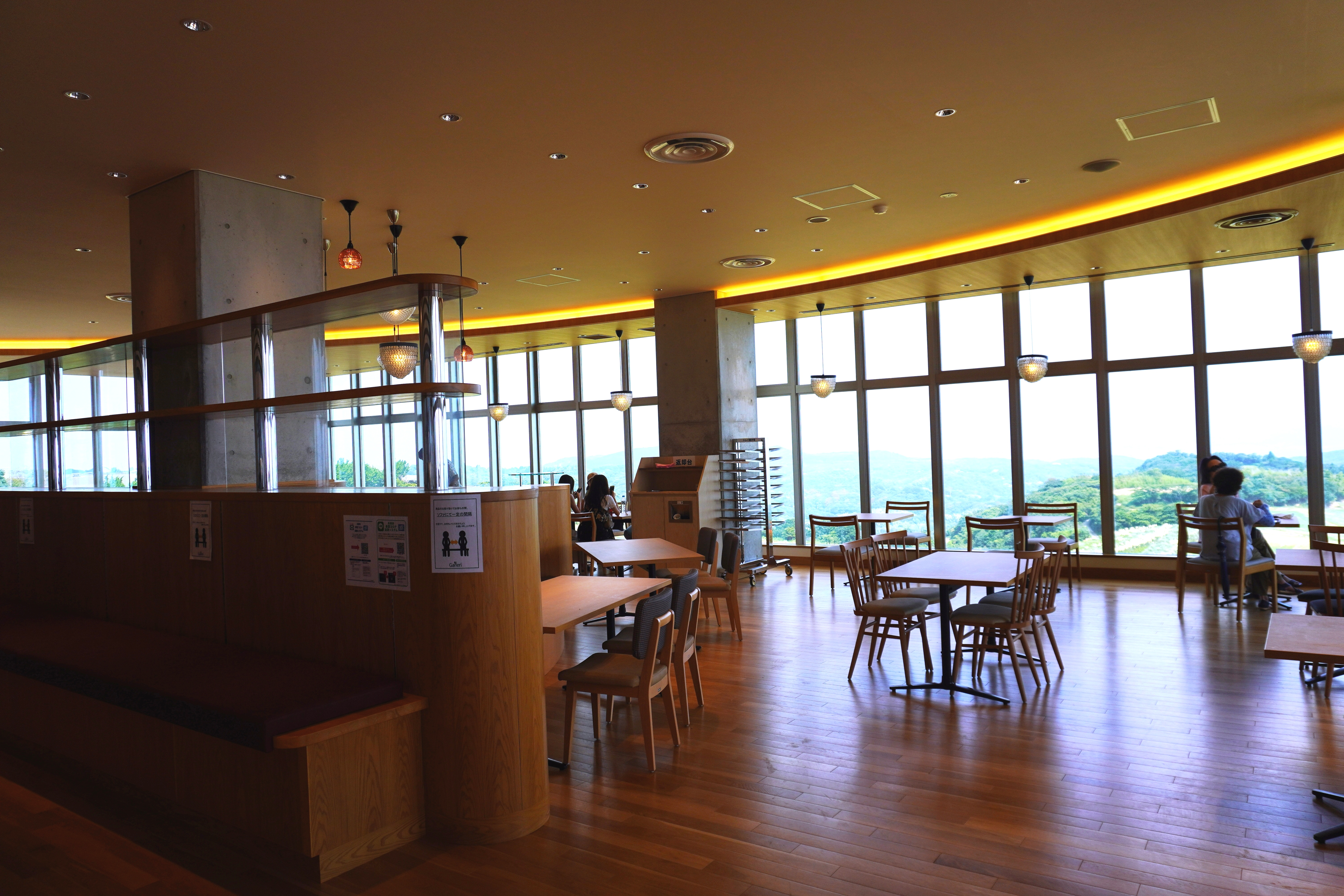
Galleri01 2020.08
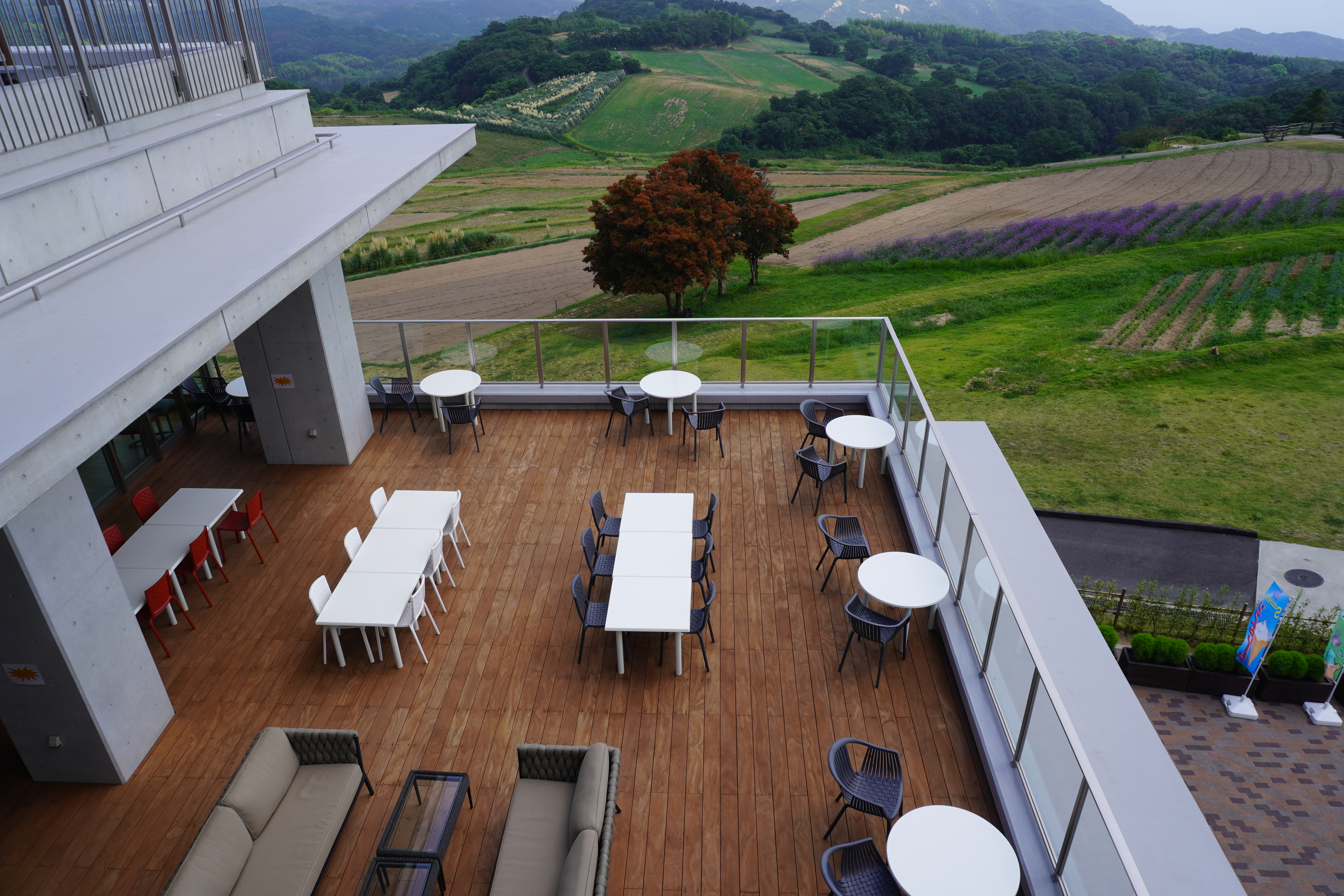
Galleri02 2020.08
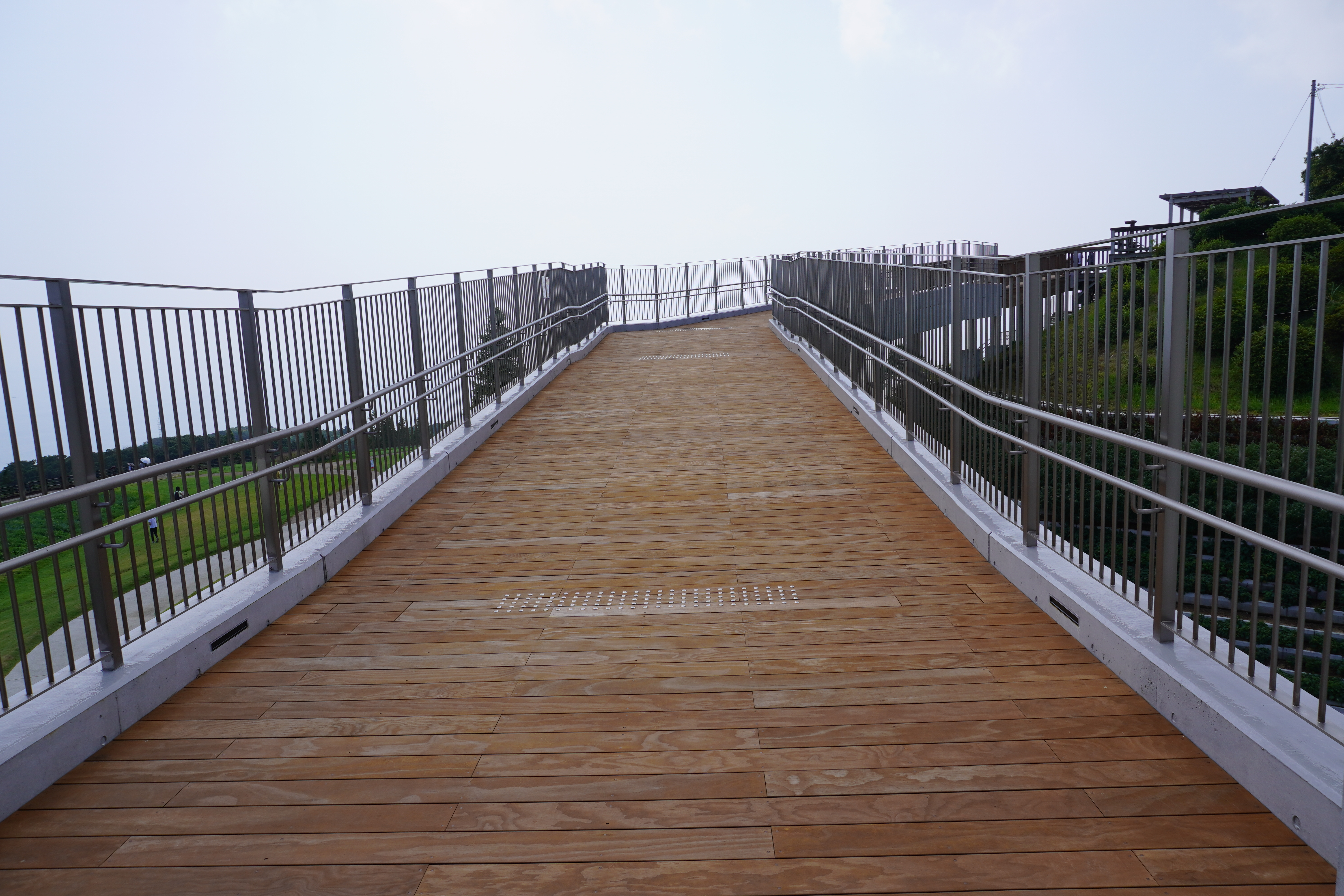
空中回廊 2020.08
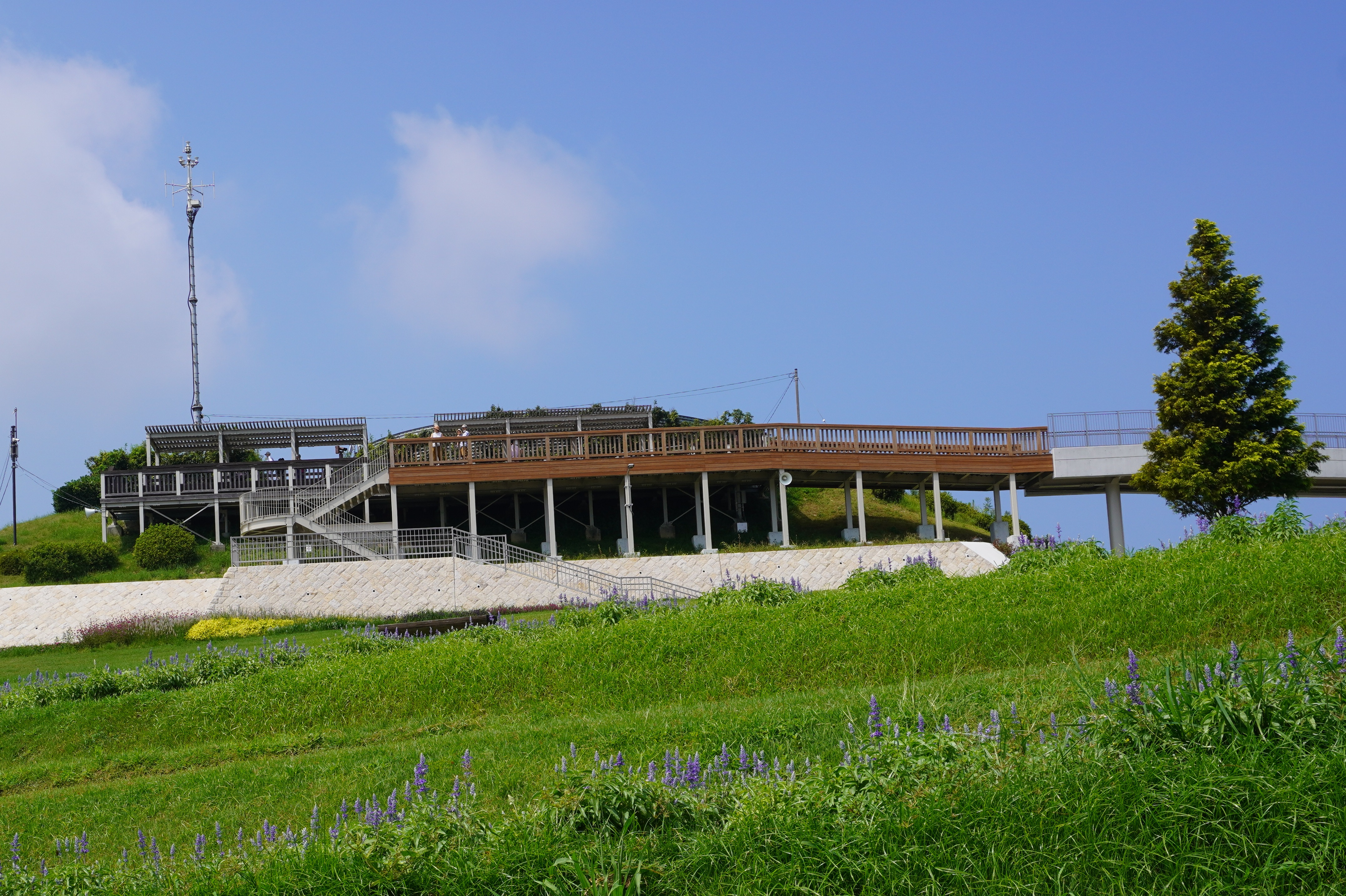
展望デッキ 2020.08
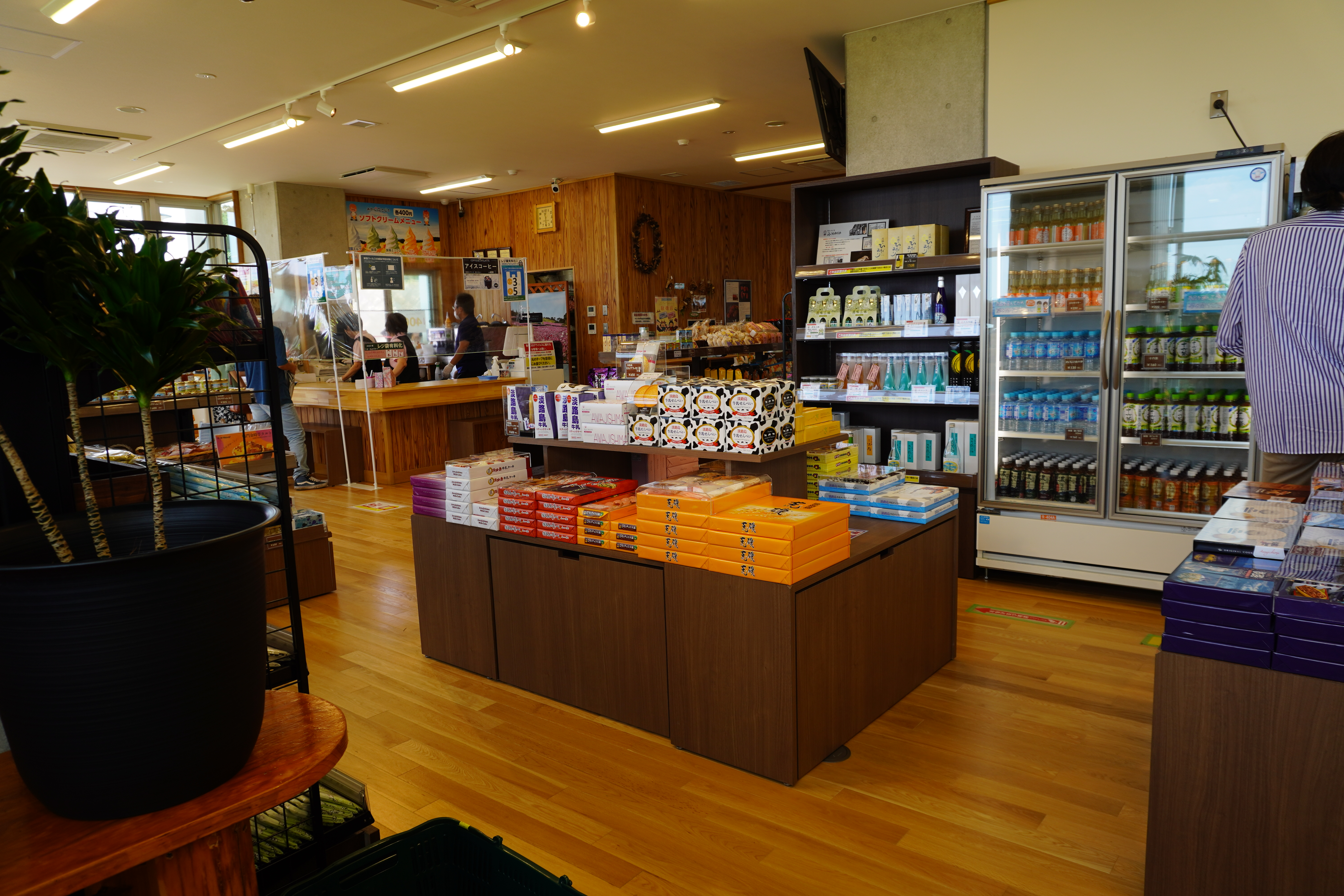
売店1F 2020.08

### 花壇
- 天空の花園
- 歓びの庭

### 施設に植えられている花
年間で約250万株の花が植えられ、春には菜の花・夏にはクレオメ･ヒマワリ・秋にはコスモスが見ごろを迎える。菜の花の名所であり、12月中旬から咲く早咲きの品種から遅咲きの品種まで栽培され、一面続く菜の花を見ることが可能である

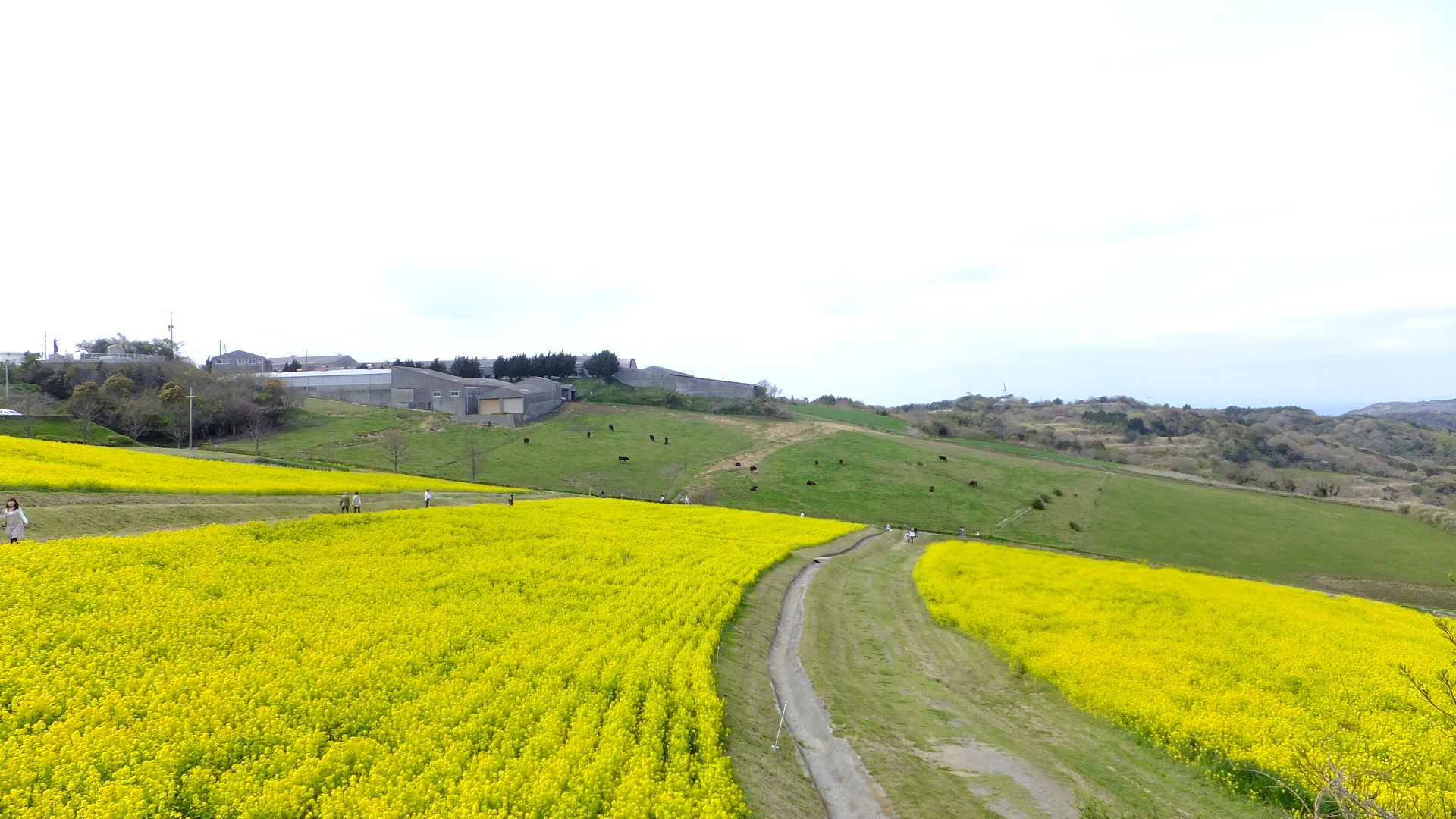
菜の花
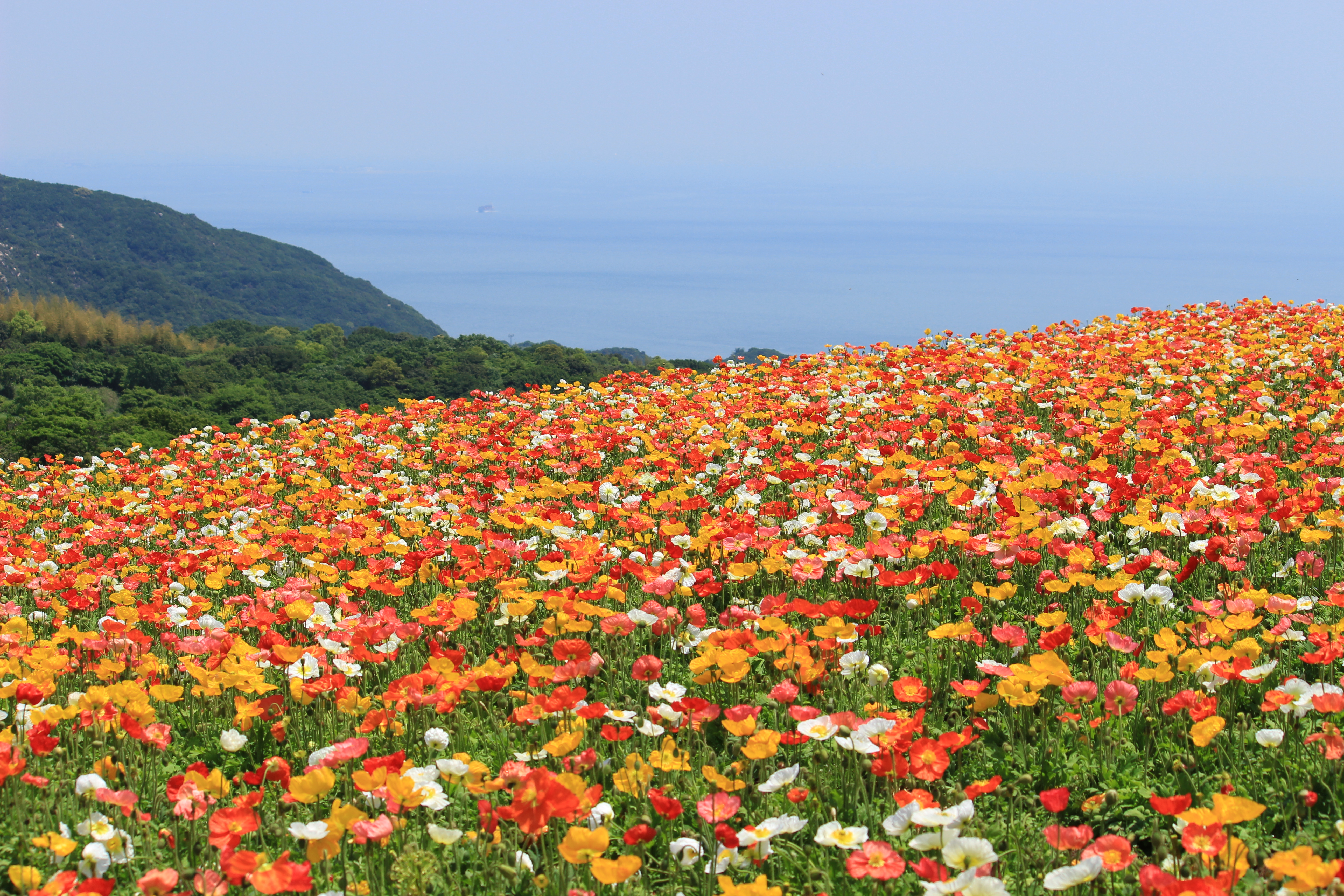
ポピー

- ポビー
- バーベナー
- クレオメ
ヒマワリ
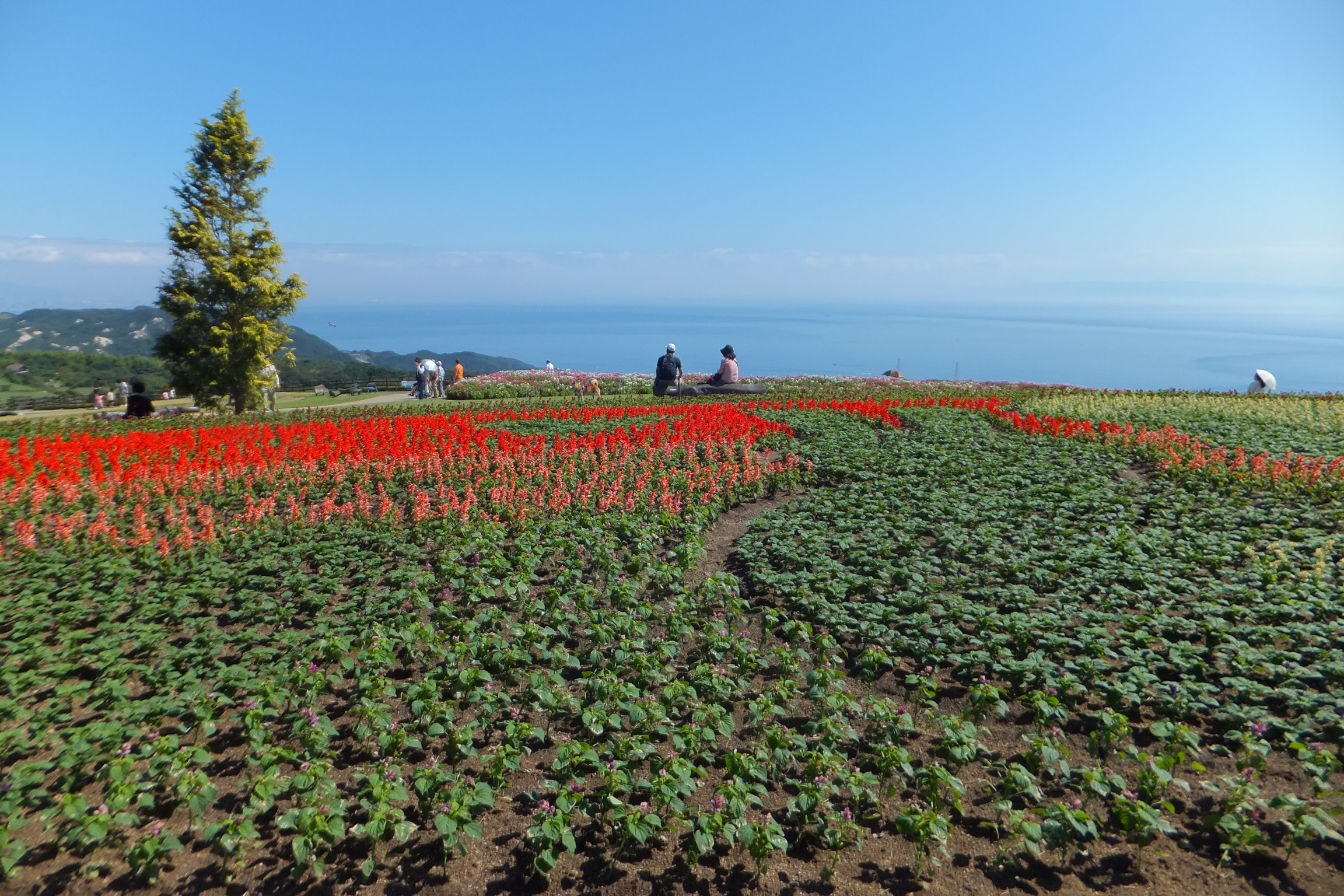
ブルーサルビア
- ソバ
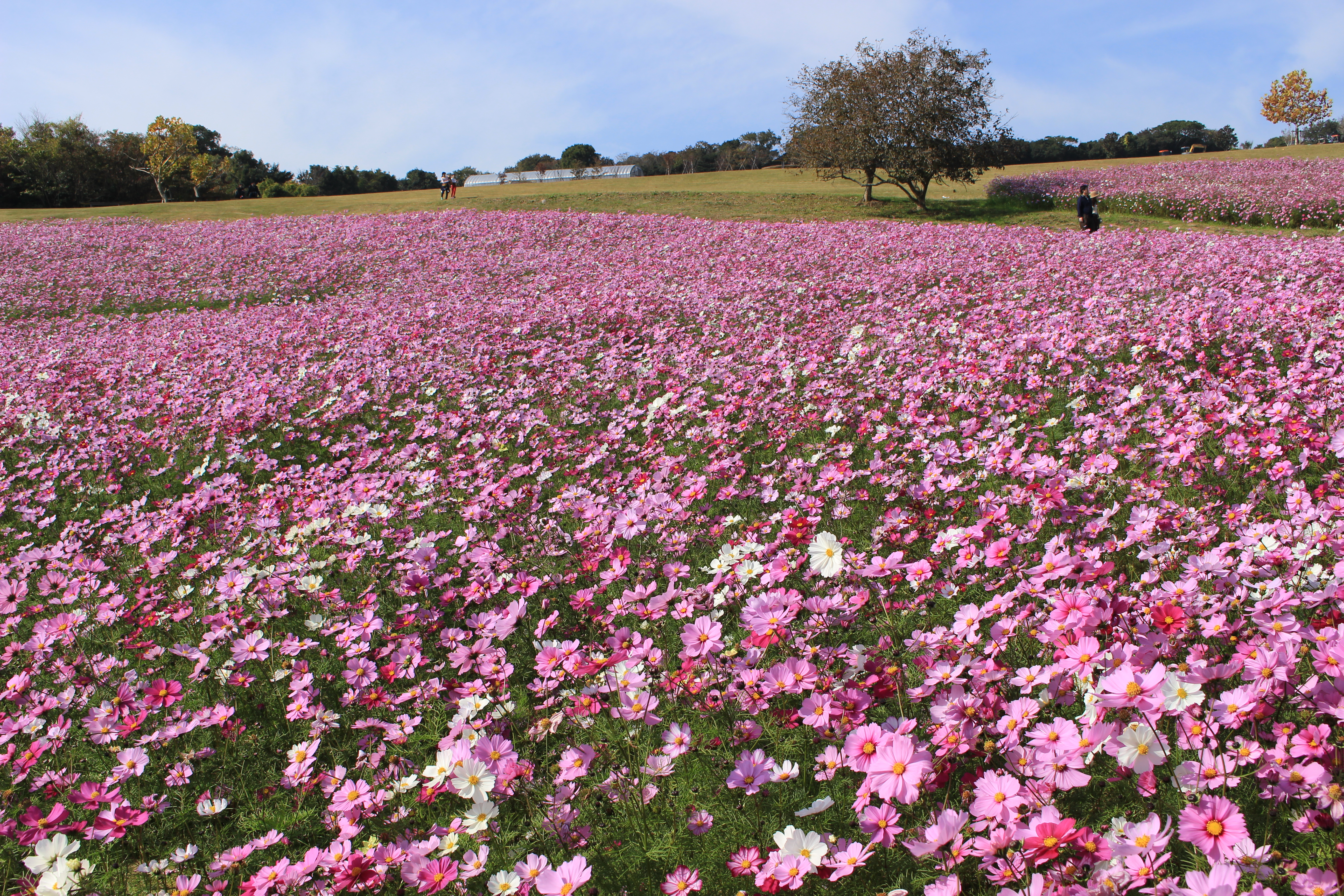
コスモス
- ストック
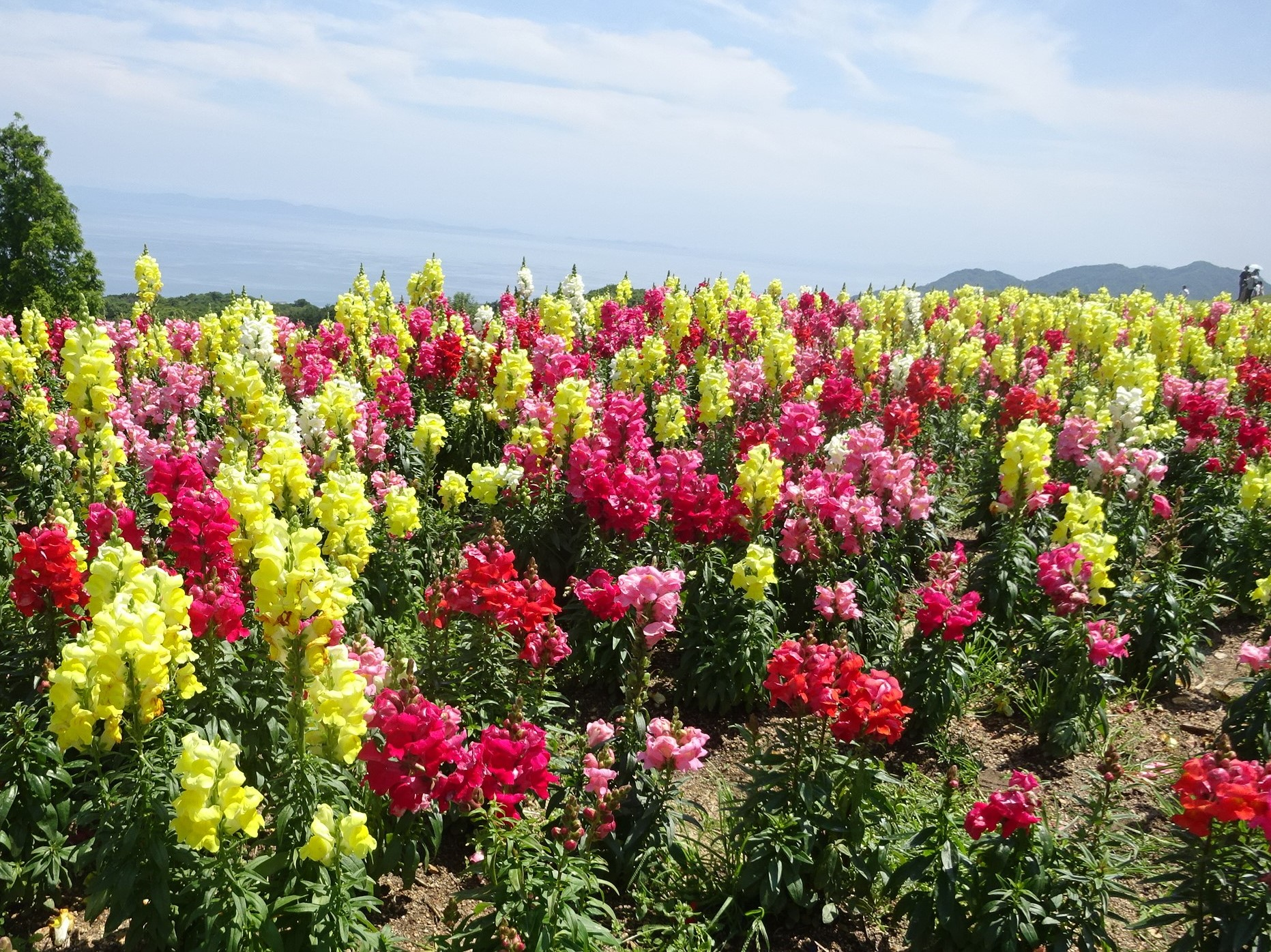
キンギョソウ

- 菜の花
- ポピー
- ヒマワリ
- ブルーサルビア
- コスモス
- キンギョソウ

## 祭事・催事
- 菜の花まつり
- ポビーまつり
- コスモスまつり

## 来場者数
- 約7万2000人（2013年）[2]

　約76万人(2019年)

## アクセス
公共交通機関
- JR山陽本線舞子駅・山陽電鉄本線舞子公園駅隣接の高速舞子バス停から高速バスで「東浦バスターミナル」下車。そこからタクシーで10分[4]。
- 岩屋港・淡路ICから淡路市生活観光バス路線10（北部観光周遊回り）系統に乗車し、「あわじ花さじき」下車すぐ。

## 料金・休園日・開園時間
- 入園料は無料。
- 開園時間は9時から17時。最終入園時間は16時30分。
- 休園日は12月29日から翌年の1月3日まで[1]。